# Plint (architectuur)
Een plint of buitenplint is het onderste deel van een bouwwerk of bouwdeel. Deze onderste laag kan of anders uitgevoerd zijn of een andere functie hebben dan het bovendeel. Dit bovendeel is daarbij (veel) groter dan wel hoger dan de plint zelf. De term wordt op verschillende manieren gebruikt: als gevelplint, zuilplint of functionele plint.

## Gevelplint
Een tras- of cementraam is een plint van waterdicht metselwerk, vaak zichtbaar aan de andere kleur van de baksteen dan het opgaande werk.

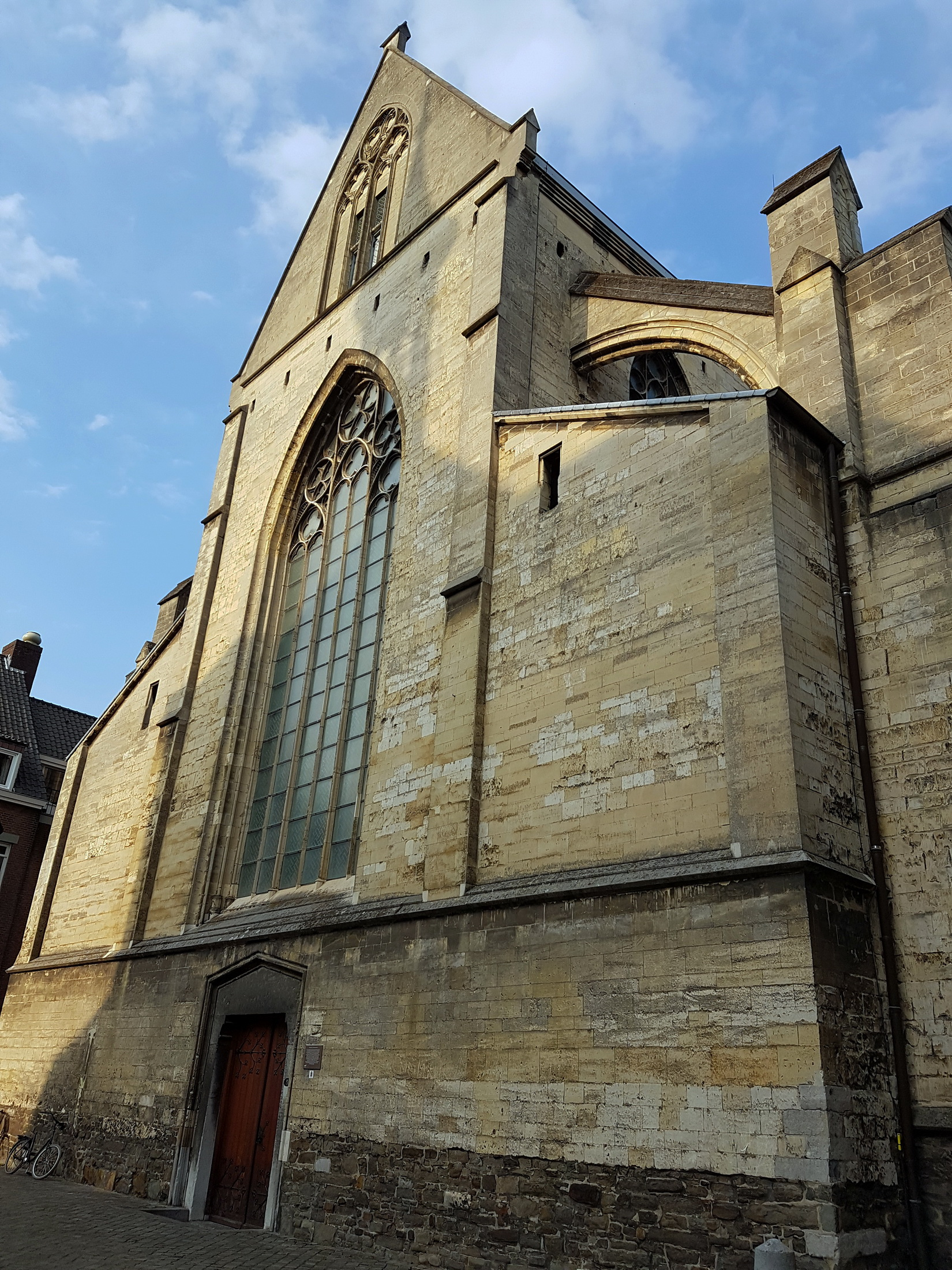
Oude Minderbroederskerk, Maastricht: Limburgse mergel op een plint van kolenzandsteen
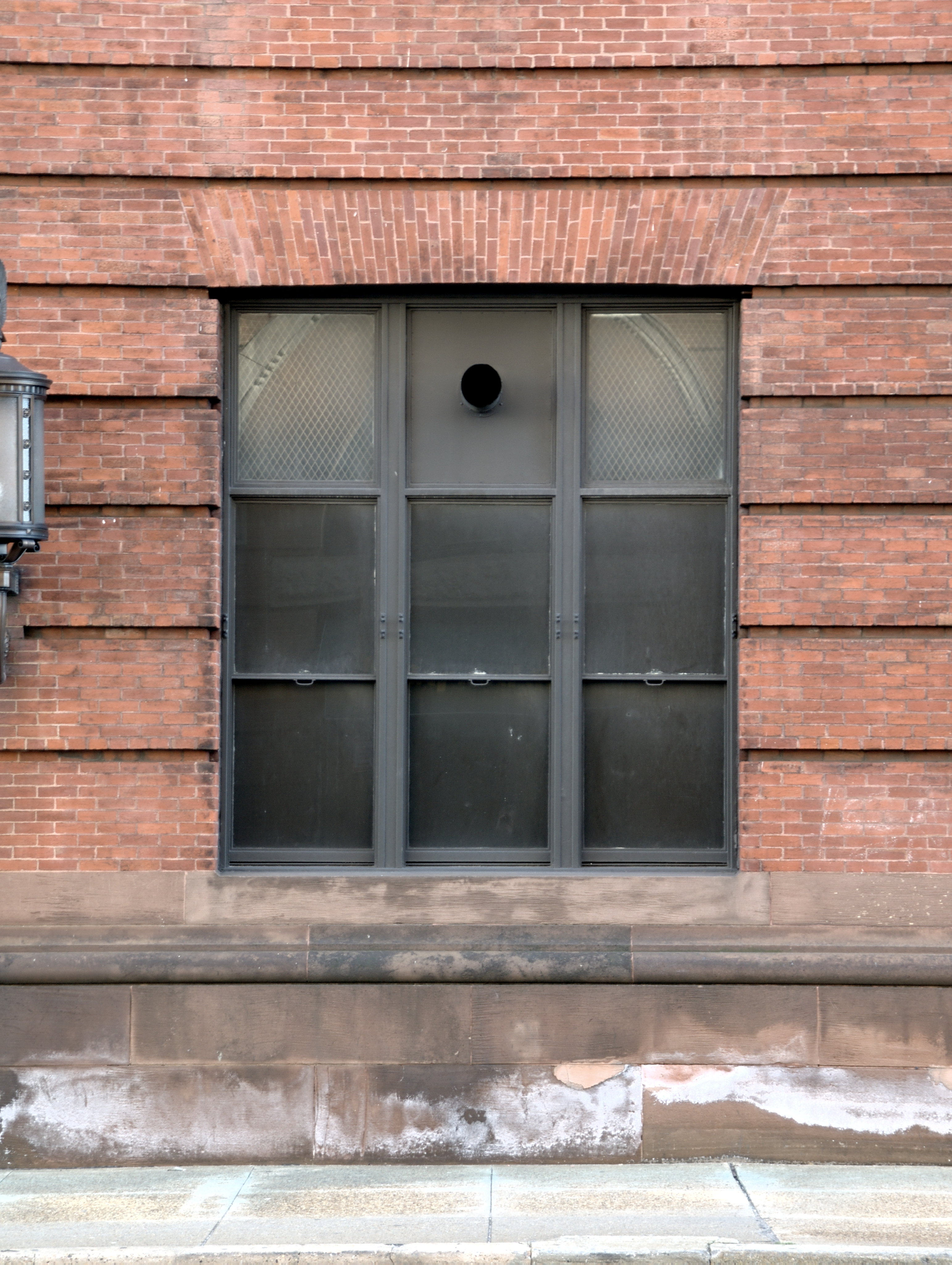
De plint van dit United States Government Printing Office in Washington D.C. loopt door tot aan het raam
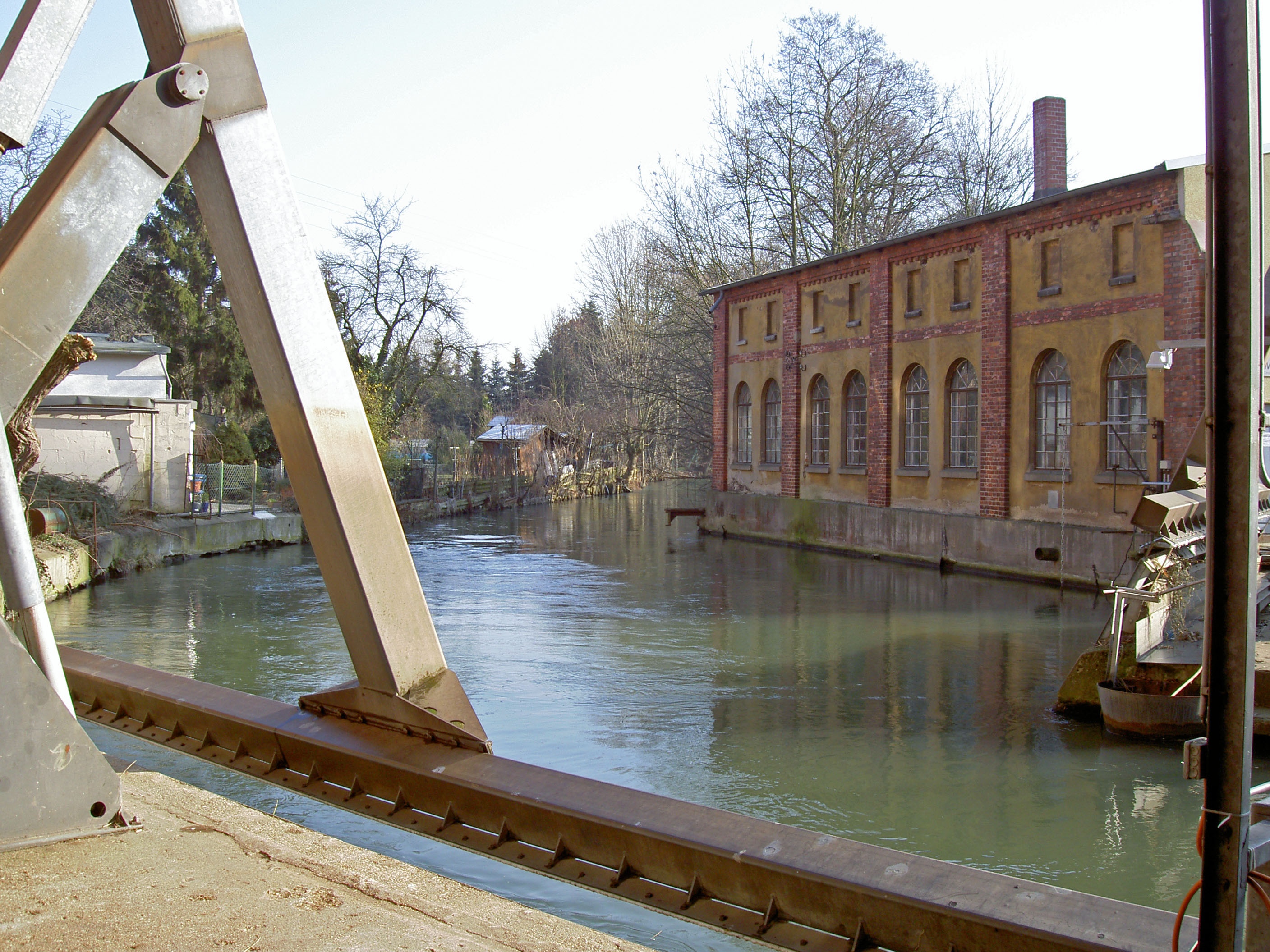
Watervaste plint bij Maalderij Malzfeldt in Sarstedt, aan de rivier de Innerste
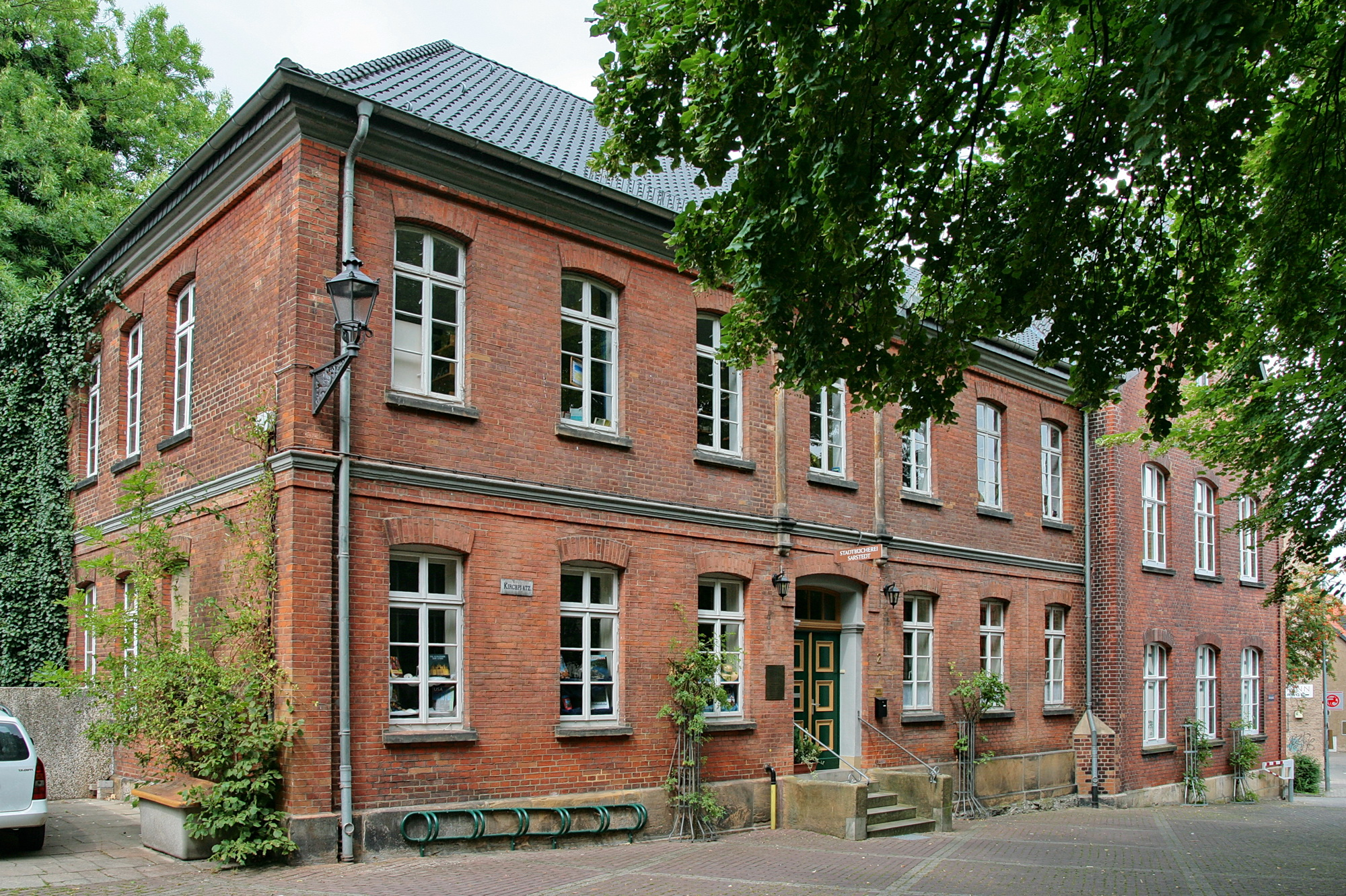
Verspringende plint vanwege de helling, Stadsbibliotheek Sarsfeld

## Zuilplint
Bij zuilen kan het onderste gedeelte van het basement aangeduid worden als plint.

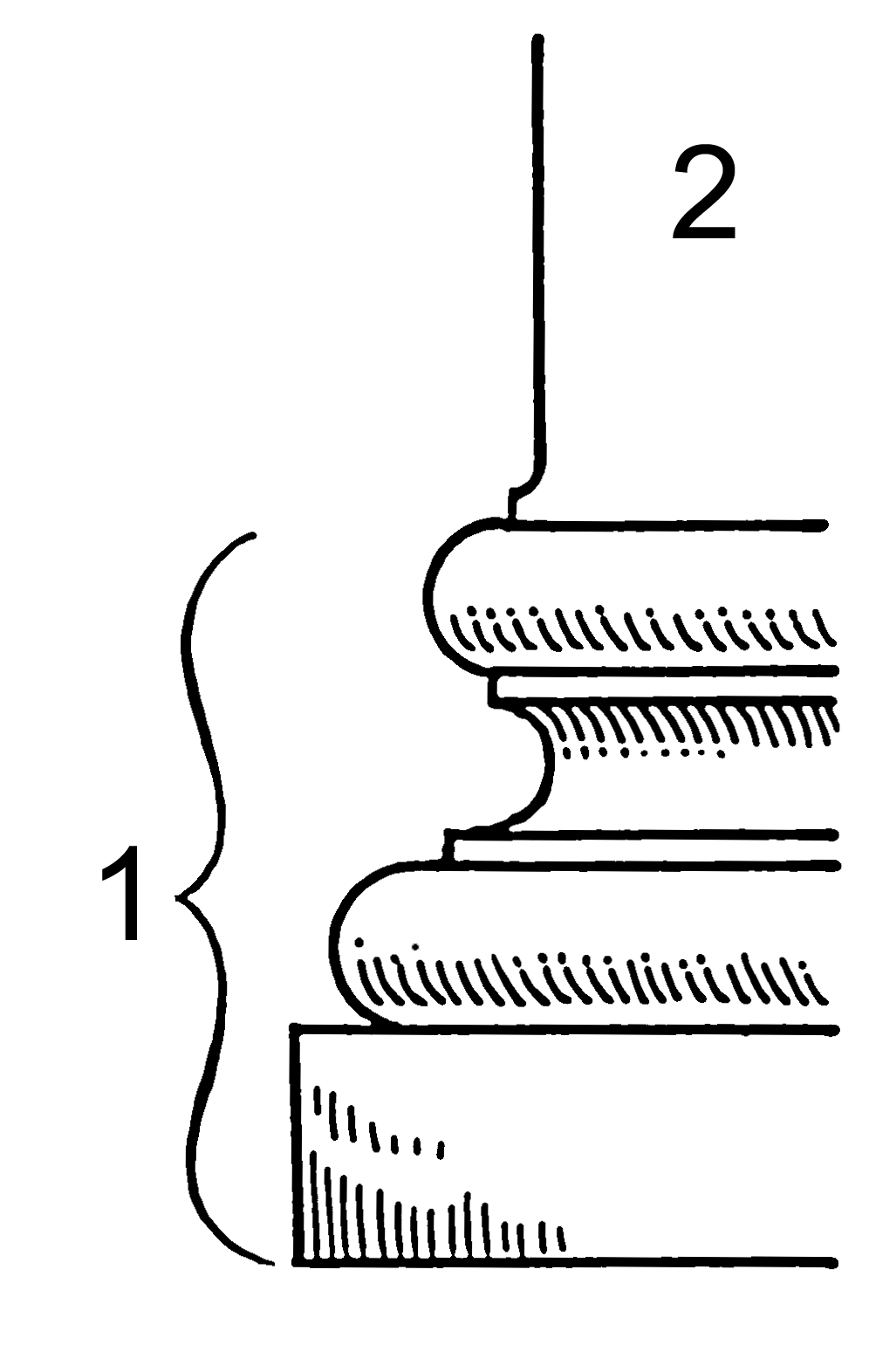
Deel 1 is het basement. De onderste laag daarvan is de plint
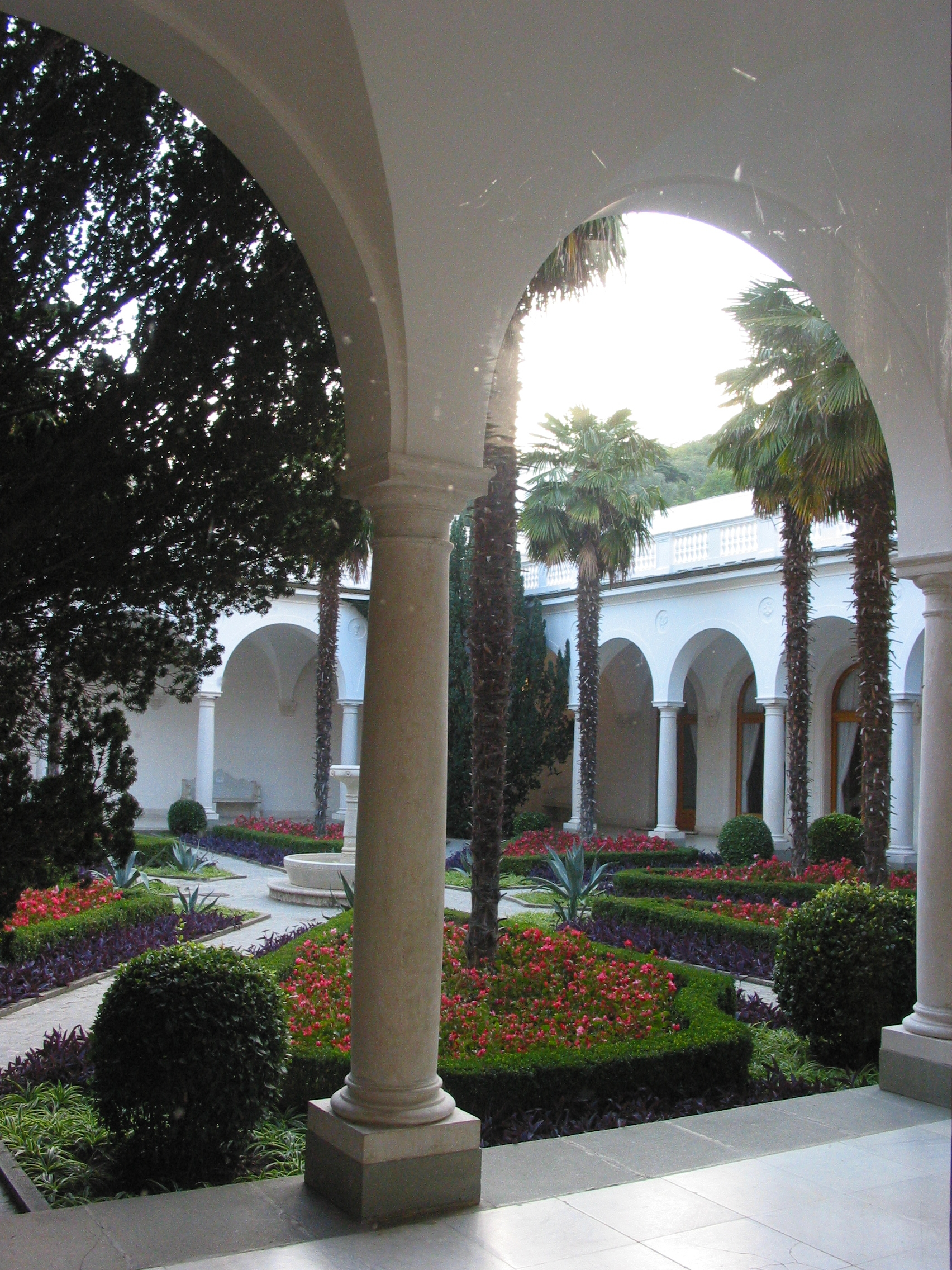
Zuilen met grijze plint aan de binnenplaats van het Livadiapaleis in Jalta

## Functionele plint
Wanneer de onderste bouwlagen (verdieping) van een gebouw visueel anders uitgevoerd zijn dan de hogere, wordt dit onderste deel ook wel een plint genoemd. Zo hebben appartementencomplexen in buitenwijken gewoonlijk bergingen en garages in de plint, terwijl de plint bij hoogbouw in binnensteden vaak uit commerciële ruimtes (winkels en/of horeca) bestaat. Een plint kan ook verscheidene verdiepingen beslaan. Voorbeelden zijn De Rotterdam, een groot complex met kantoren, hotels en appartementen op de Wilhelminapier in Rotterdam, New Babylon naast Den Haag Centraal en de IJsseltoren in Zwolle.

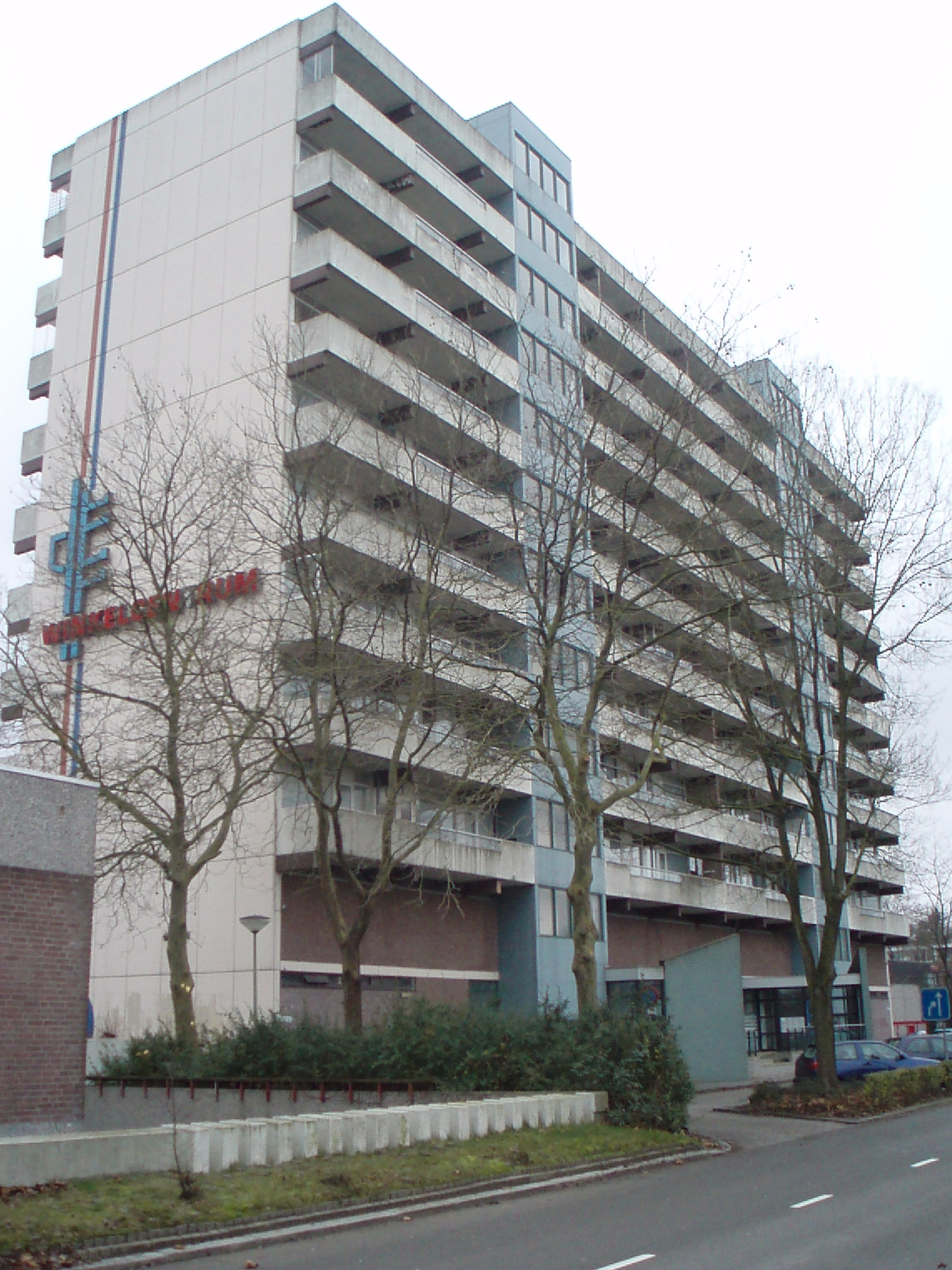
Woontoren Emmerhout in Emmen, met een plint van twee bouwlagen
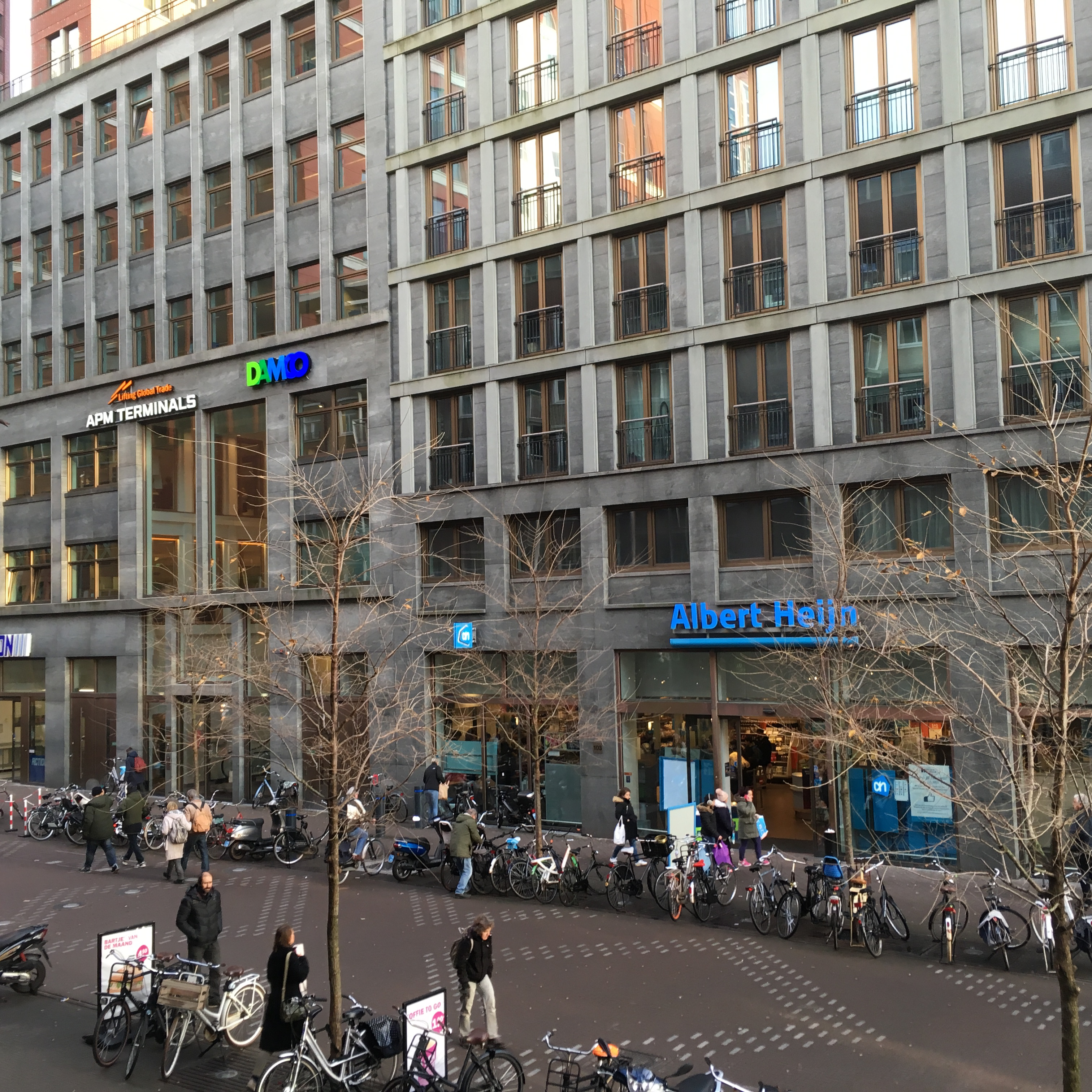
Woontoren De Kroon aan de Haagse Turfmarkt, met een plint van anderhalve verdieping hoog
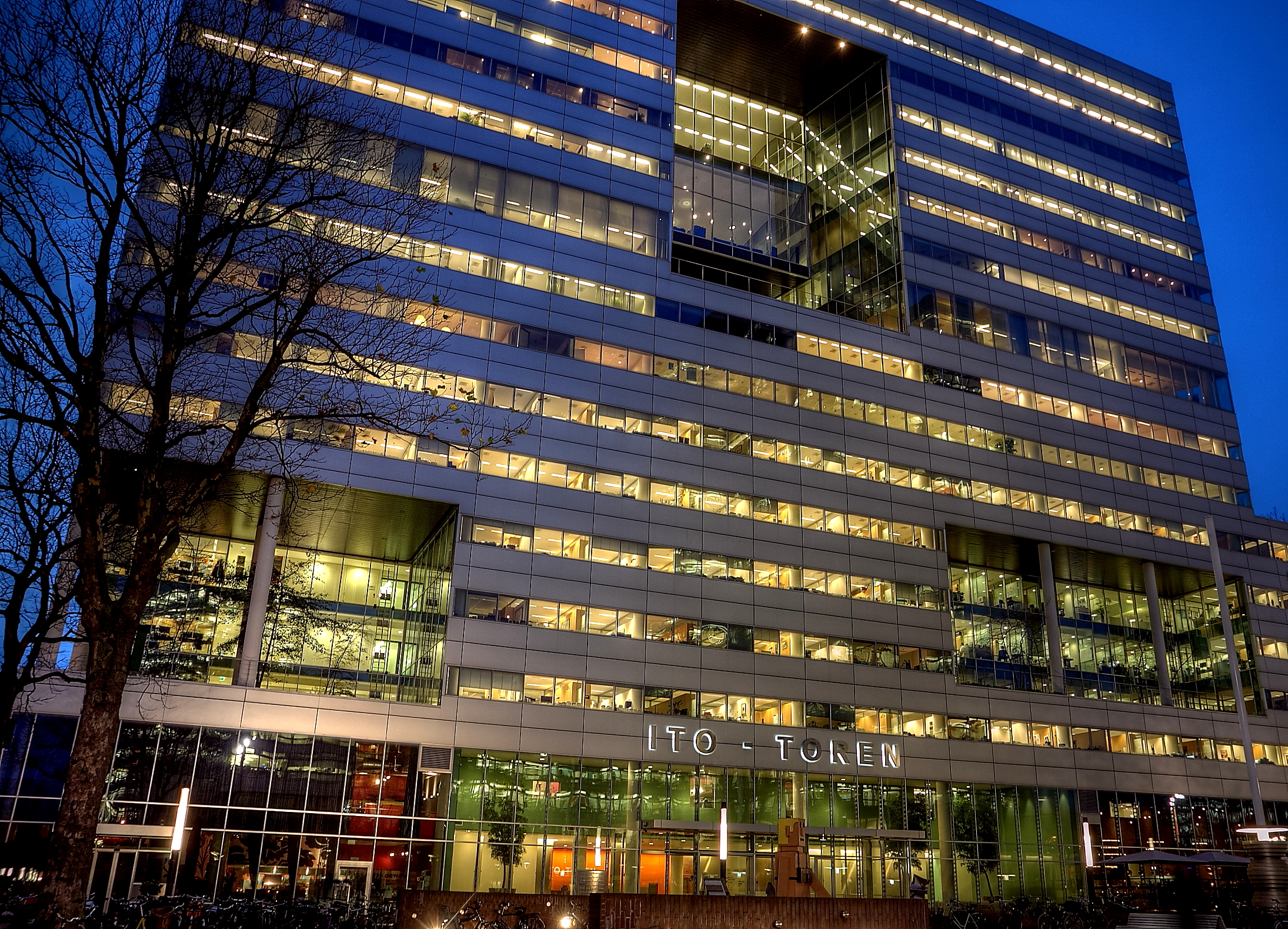
Kantoorgebouw Ito op de Zuidas, met een plint van anderhalve verdieping hoog
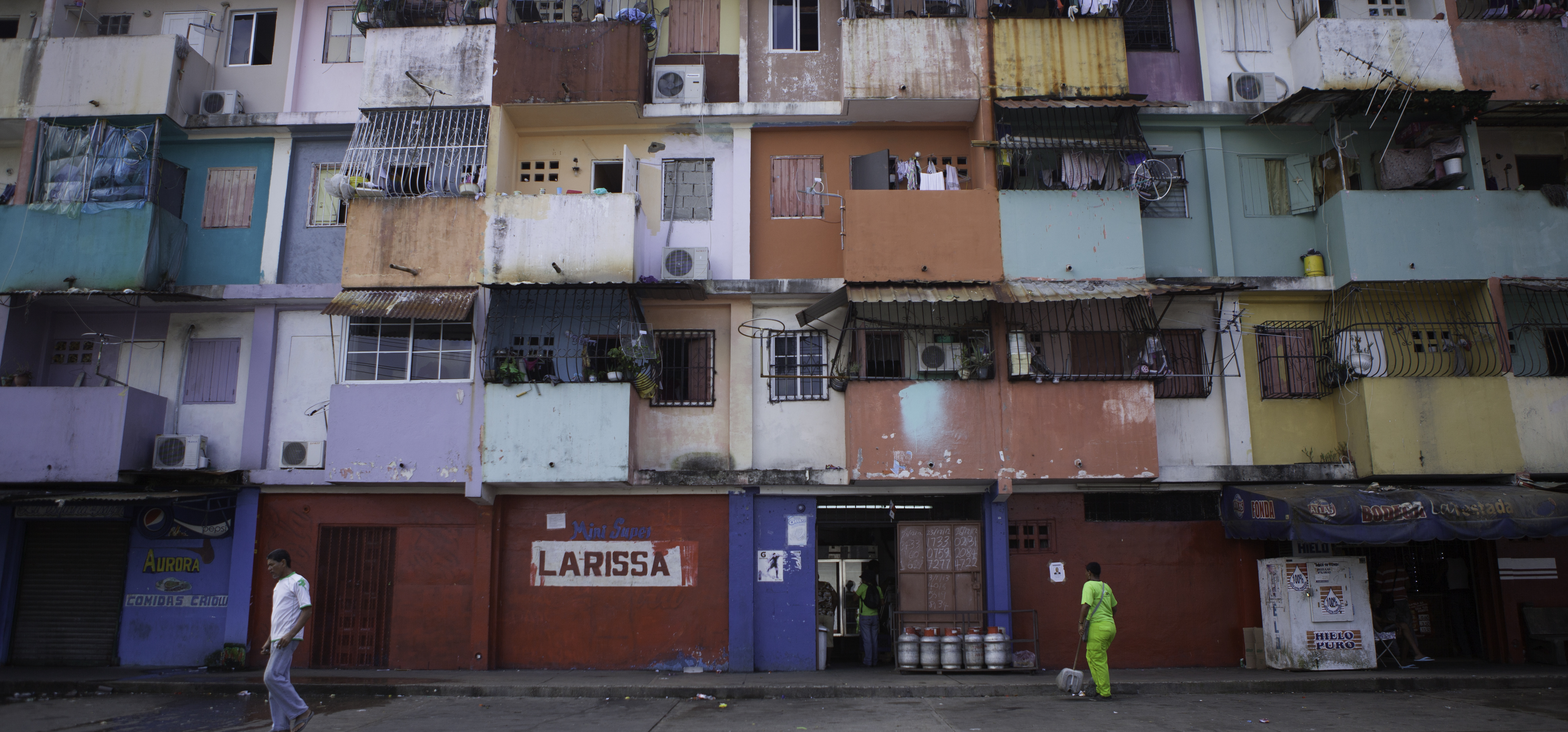
Bergingen en doorloop in de plint van een flat in Panama-Stad